# Cefonicid
Il cefonicid (nella fase sperimentale conosciuto anche con la sigla SKF 75073) è un antibiotico semisintetico, beta lattamasi resistente, appartenente al gruppo delle cefalosporine di seconda generazione.
Il composto si caratterizza per una formula di struttura contenente una catena laterale di metiltiotetrazolo, in posizione 3 del nucleo cefalosporinico. La conformazione è simile a quella del cefamandolo da cui cefonicid differisce per la presenza nella catena laterale di un gruppo metilsolfonico anziché un gruppo metilico. 
1,08 g di cefonicid sodico è equivalente a 1 g di cefonicid. Ogni grammo di sostanza contiene circa 3,4 mmol di sodio.

## Caratteristiche strutturali e fisiche
Il composto si presenta come una polvere bianca o quasi bianca, cristallina. La molecola è molto solubile in acqua e metanolo. Il pH di una soluzione acquosa al 5% è compreso tra 3,5 e 6,5. Le soluzioni acquose della sostanza sono stabili per 24 ore a temperatura ambiente e per 72 ore a 5 °C.

## Farmacodinamica
Possiede attività e resistenza simile a quelle del cefamandolo naftato. Cefonicid presenta attività battericida e, similmente ad altre cefalosporine, agisce inibendo la sintesi della parete della cellula batterica. Rispetto ad altri composti della famiglia la molecola si caratterizza per un'azione antibatterica minore contro i cocchi gram-positivi, ma decisamente maggiore contro Neisseria gonorrhoeae e Haemophilus influenzae. È invece inattivo contro Pseudomonas aeruginosa, Acinetobacter, Serratia marcescens e Bacteroides fragilis.

## Farmacocinetica
A seguito di iniezione intramuscolare di 1 g di cefonicid entro 1 o 2 ore compaiono concentrazioni plasmatiche comprese tra 67 mg/ml e 126 mg/ml. 
Il legame della molecola con le proteine plasmatiche e superiore al 90%. L'emivita plasmatica di cefonicid è pari a circa 4,5 ore. Nell'organismo l'antibiotico si distribuisce rapidamente in gran parte dei tessuti biologici (in particolare tessuto adiposo, cuore, ossa, prostata, vie biliari, utero) e dei liquidi corporei (sangue, urine, bile ), ove raggiunge concentrazioni terapeutiche.
Caratteristicamente anche le concentrazioni raggiunte nelle ferite purulente e in quelle chirurgiche appaiono decisamente elevate. L'eliminazione di una dose assunta avviene per circa il 99% attraverso l'emuntorio renale in forma immodificata, entro 24 ore.

## Tossicologia
Studi sperimentali eseguiti sugli animali (topo e ratto) hanno messo in evidenza una DL50 pari a circa 7000 mg/kg peso corporeo, dopo somministrazione per via intraperitoneale, e di circa 3000 mg/kg, a seguito di somministrazione endovenosa.

## Usi clinici
L'antibiotico è particolarmente indicato nei soggetti defedati o immunodepressi, per il trattamento di infezioni batteriche gravi presumibilmente sostenute da Gram negativi.
È impiegato in profilassi (in dose unica da 1 g) prima dell'intervento chirurgico e si è dimostrato efficace nel ridurre l'incidenza di infezioni post-operatorie in tutti gli interventi potenzialmente contaminati. In pazienti sottoposti ad interventi di artroplastica con protesi è possibile somministrate dosi supplementari di cefonicid per ulteriori due giorni.
Il farmaco è stato anche utilizzato per il trattamento della polmonite acquisita in comunità, per le infezioni delle vie urinarie e per infezioni cutanee.

## Effetti collaterali e indesiderati
Durante il trattamento con cefonicid sono stati registrati effetti avversi a carico del tratto gastrointestinale (dispepsia, nausea, vomito, dolore addominale, gastralgia e diarrea) ed epatobiliari (aumento delle transaminasi, fosfatasi alcalina, gamma-glutamil-transpeptidasi, bilirubina, raramente epatite colestatica).
Altri disturbi da ipersensibilità comprendono prurito, orticaria, rash cutaneo, artralgia, angioedema, la sindrome di Stevens-Johnson, la necrolisi epidermica tossica e la dermatite esfoliativa.

## Controindicazioni
Cefonicid è controindicato nei soggetti con ipersensibilità individuale nota al principio attivo, a molecole chimicamente correlate, oppure ad uno qualsiasi degli eccipienti utilizzati nella formulazione farmaceutica.

## Dosi terapeutiche
Viene somministrato per via intramuscolare profonda o per via endovenosa (iniezione lenta o infusione). Le dosi sono espresse in termini di quantità equivalenti di cefonicid. La dose media, per un adulto, è di 1 g al giorno, mentre la dose massima, nel caso di infezioni gravi, è di 2 g al giorno. Nei soggetti con funzionalità renale compromessa il dosaggio si riduce a 7,5 mg/kg di peso corporeo.

## Interazioni
- Probenecid: la contemporanea somministrazione dell'agente uricosurico e cefonicid, rallenta l'eliminazione renale della cefalosporina.[17]